# Пожар (Вологодская область)
Пожар — деревня в Вожегодском районе Вологодской области.
Входит в состав Тигинского сельского поселения, с точки зрения административно-территориального деления — в Тигинский сельсовет.
Расстояние по автодороге до районного центра Вожеги — 21 км, до центра муниципального образования Гридино — 1 км. Ближайшие населённые пункты — Савинская, Щеголиха, Петровка, Осподаревская, Гридино, Дровдиль.
По переписи 2002 года население — 16 человек.